# Byron (Illinois)
Byron is een plaats (city) in de Amerikaanse staat Illinois, en valt bestuurlijk gezien onder Ogle County.
Byron ligt aan de  Rock River, een zijrivier van de Mississippi met een lengte van naar schatting 459 kilometer.

## Demografie
Bij de volkstelling in 2000 werd het aantal inwoners vastgesteld op 2917.
In 2006 is het aantal inwoners door het United States Census Bureau geschat op 3787, een stijging van 870 (29,8%).

## Geografie
Volgens het United States Census Bureau beslaat de plaats een oppervlakte van
6,4 km², geheel bestaande uit land.

## Plaatsen in de nabije omgeving
De onderstaande figuur toont nabijgelegen plaatsen in een straal van 20 km rond Byron.